# Departamento Quitilipi
Quitilipi es uno de los 25 departamentos en los que se divide la provincia del Chaco, Argentina. Se llamó Departamento Eva Perón desde su creación en 1953 hasta 1955.

## Superficie y límites
El departamento tiene una superficie de 1545 km² y limita al norte con los departamentos Libertador General San Martín y Maipú, al este con el departamento 25 de Mayo, al oeste con el departamento Comandante Fernández y al sur con el departamento San Lorenzo.

## Población
Según el Censo 2010, su población es de 34.117 habitantes, lo que lo convierte en 6º departamento más poblado de la provincia.

## Deporte

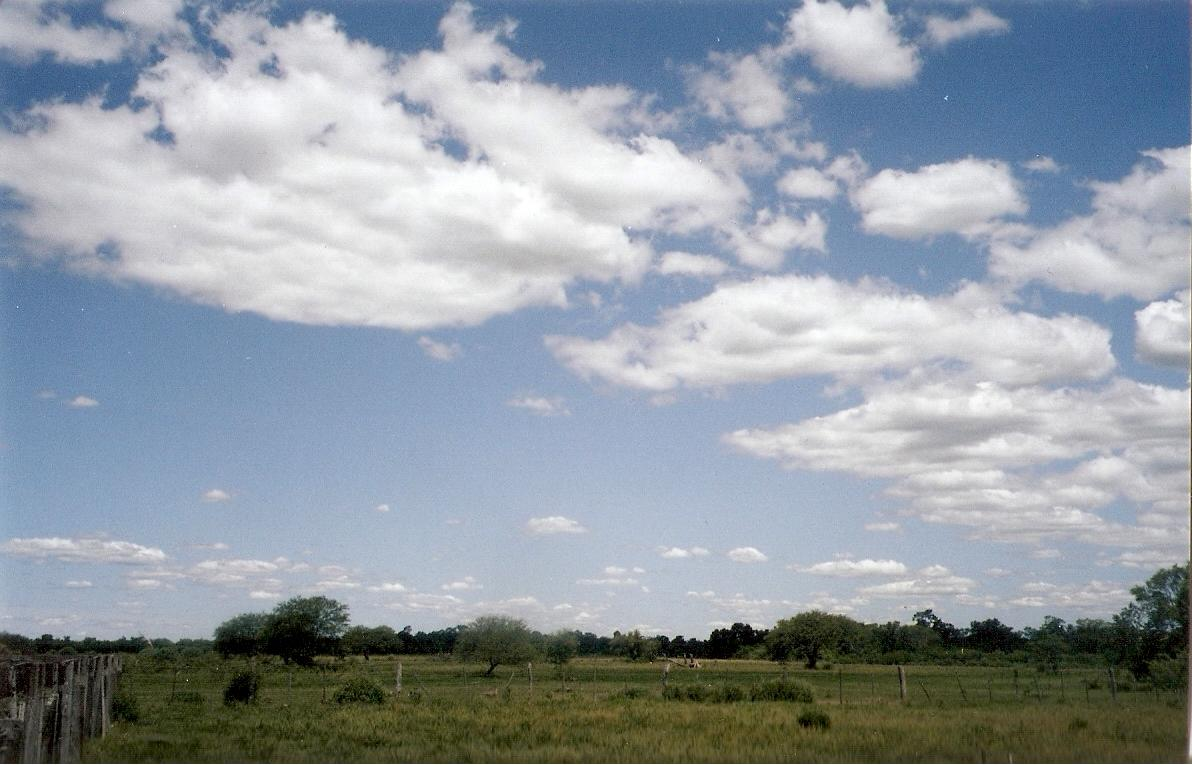
Campo en Colonia General Paz, en el centro oeste del departamento.

El Club Deportivo Caupolicán es uno de los más importantes del departamento, además en el último año el deporte "voley" se ha hecho muy popular entre los jóvenes, impulsando así a varios equipos y ligas a practicar este deporte. 